# Joseph Choquard
Joseph Choquard (* 22. Juli 1855 in Pruntrut; † 24. Oktober 1937 ebenda) war ein Schweizer Unternehmer und Politiker (KVP). Von 1890 bis 1895 sowie von 1901 bis 1932 gehörte er dem Nationalrat an.

## Biografie
Choquard war der Sohn des Inhabers eines Kurzwarenladens, der ursprünglich aus dem französischen Grenzort Delle stammte. In seiner Kindheit war er deshalb noch französischer Staatsbürger, bis die Familie sich 1871 in der Gemeinde Pleigne einbürgern liess. Nach dem Besuch der Kantonsschule in Pruntrut und einer kaufmännischen Lehre in Basel lebte er eine Zeitlang im Elsass, bis er ins Familiengeschäft einstieg. Später gründete er eine Brennerei und eine Brauerei. Von 1913 bis 1930 war er als Regierungsstatthalter des Amtsbezirks Pruntrut tätig, daneben war er auch Redaktor der Zeitung Le Pays.
1881 wurde Choquard in den Grossen Rat des Kantons Bern gewählt, dem er bis 1895 angehörte. Bei den Nationalratswahlen 1890 trat er im Wahlkreis Nordjura an und erzielte das beste Ergebnis. 1895 legte er sein Nationalratsmandat vorübergehend nieder, bis er sechs Jahre später erneut gewählt wurde. Anschliessend gelang ihm elfmal in Folge die Wiederwahl, 1932 trat er endgültig zurück. Choquard verstand sich als Verfechter der Interessen der katholischen Minderheit im Kanton Bern und war während des Kulturkampfes Gegenspieler der radikalen Liberalen. Er förderte Landwirtschaft, Industrie und den Ausbau der Infrastruktur. Darüber hinaus war er Verwaltungsratsmitglied bei verschiedenen Bahnen, Industrieunternehmen, der Berner Kantonalbank und den Bernischen Kraftwerken.